# Пыйклик, Эдуард Томович
Эдуард Томович Пыйклик (эст. Eduard Põiklik; 4 декабря 1879, Арукюла, мыза Кюти, Вирумаа, Эстляндская губерния — 22 февраля 1953, Раквере, Эстонская ССР) — крестьянин, депутат Верховного совета СССР 2-го созыва.

## Биография
Крестьянин-середняк, занимался крестьянским хозяйством в деревнях Арукюла и Выху, в 1910-х годах жил в Гатчине. Участник Первой мировой войны. В независимой Эстонии был членом правления Крестьянского союза волости Виру-Ягупи.
Семья Пыйкликов активно поддержала приход советской власти в Эстонию. Во время немецко-фашистской оккупации Эдуард Пыйклик был арестован и в 1941—1943 годах содержался в тюрьме в Раквере, его обвиняли в распространении запрещённой литературы и листовок.
По состоянию на 1946 год жил в волости Кюти (ныне в составе уезда Ляэне-Вирумаа), занимался крестьянским хозяйством. Был беспартийным, позднее вступил в КПСС. В 1946 году был избран депутатом Совета Национальностей Верховного совета СССР 2-го созыва (1946—1950) от избирательного округа Кивиыли.
Скончался в 1953 году.

## Семья
Фамилия его родителей записывалась как Пыйклаггу (эст. Põikläggu). Супруга Ольга Пыйклик (Шустер, 1889—1957), пять детей — два сына и три дочери. Оба его сына погибли на Великой Отечественной войне — Константин (1920—1942) погиб под Великими Луками, а Освальд (1915—1944) был направлен за линюю фронта в партизанское движение и погиб под Пейпси.